# 六四天安門事件
六四天安門事件（ろくしてんあんもんじけん）は、1989年6月4日に中国・北京市の天安門広場を占拠していた民主化を求めるデモ隊に対し、中国人民解放軍が実力行使し、多数の死傷者を出した事件である。通常、単に「天安門事件」と呼称する場合はこの事件を指すが、1976年に起きた四五天安門事件と区別するため「第二次天安門事件」と呼ばれることもある。

## 解説
中国の周辺では、2年前の同時期に台湾の中華民国ではのち民主化前の一歩前進の戒厳令解除や、韓国の光州事件から始まった民主化闘争の末の民主化宣言が立て続けに起こり、東アジアの広範囲で民主化の波が押し寄せていた。
民主化とその成功が勢いづいた波が遅れて到達した中国国内でも若者の民主化運動の高まりが広がり、民主化を求めるデモは、改革派だった胡耀邦元党総書記の死がきっかけとなった。胡耀邦の葬儀までに、政治改革を求める学生を中心に約10万人の人々が天安門広場に集まった。
抗議運動自体は、胡耀邦が死去した1989年4月15日から自然発生的に始まった。抗議の参加者たちは統制がなされておらず、指導者もいなかったが、中には中国共産党の党員、トロツキスト、左派の毛沢東主義者、通常は政府の構造内部の権威主義と経済の変革を要求する声 に反対していた改革派の自由主義者も含まれていた。また、デモへの支援は外国の西側諸国からも行われ、米中央情報局（CIA）は、学生活動家たちの間に情報提供者のネットワークを構築し、反政府運動の形成に積極的な協力を見せ、タイプライターやファックスなどさまざまな機材を提供したとされる。のちに、CIAは英MI6とともに何人かの反体制派指導者の密出国に関与することになる。
デモは最初は天安門広場で、そして広場周辺に集中していたが、のちに上海市を含めた国中の都市に波及していった。鄧小平中軍委主席の決定により5月19日に北京市に戒厳令が布告され、武力介入の可能性が高まったため、趙紫陽総書記や知識人たちは学生たちに対し、デモの平和的解散を促したが、学生たちの投票では強硬派が多数を占め、デモ継続を強行したため首都機能は麻痺に陥った。1989年6月4日未明、中国人民解放軍は兵士と戦車で北京の通りに移動して、デモ隊の鎮圧を開始した。
衝突のあと、中国共産党当局は広範囲に亘って抗議者とその支持者の逮捕を実行し、外国の報道機関を国から締め出し、自国の報道機関に対しては事件の報道を厳格に統制させた。戒厳令布告に反対した趙紫陽は、総書記ほか全役職を解任され、2005年に死去するまで、自宅軟禁下に置かれた。
1989年夏以降、一般に「天安門事件」という場合はこの事件を指す。他の天安門事件、特に1976年4月5日に周恩来総理が死去したときに発生した四五天安門事件（第一次天安門事件）と区別するため「第二次天安門事件」と呼ばれることもある。
略した通称は六四、また中華人民共和国内の検索エンジンにて、「六四天安門事件」というキーワードを検索すると接続不可能になることから、「5月35日（5月31日＋4日）」、「VIIV（ローマ数字の6と4を並べたもの）」や、「82（8の2乗を表す数学記法で、その値が64＝6月4日）」などを、隠語として使うことがある。「1989年」は「民国78年」、「平成元年」と変換することもある。
抗議者に対する武力弾圧により、中国共産党は国内だけでなく国際社会から痛烈な批判を浴びた。死者数については、中国当局は319人としているが、他国の情報では、数百人から数千人、あるいは1万人にのぼるとするものもある。

## 事件概要

### 「百花斉放・百家争鳴」
1985年3月にソビエト連邦共産党書記長に就任したミハイル・ゴルバチョフは、「ペレストロイカ」を表明した。これはソビエト共産党による一党独裁制が続く中で、言論の自由への弾圧や思想・良心の自由が阻害されたことや、官僚による腐敗が徐々に進み、硬直化した国家運営を立て直すことが目的であった。ソビエト連邦が民主化を進めるなか、同じく1949年の建国以来、中国共産党の一党独裁下にあった中華人民共和国でも、1986年5月に中国共産党中央委員会総書記の胡耀邦が「百花斉放・百家争鳴」を再提唱して言論の自由化を推進。胡は国民から「開明の指導者」と謳われ、政治改革への期待や支持が高まった。
これに対して鄧小平ら党内の長老グループを中心とした保守派は、「百花斉放・百家争鳴」路線の推進は、中国共産党による一党独裁を揺るがすものであり、ひいては自分たちの地位や利権を損なうものとして反発した。
同年9月に行われた六中全会では、国民からの支持を受けて、胡が押し進めようとした政治改革は棚上げされ、逆に保守派主導の「精神文明決議」が採択され、胡は長老グループや李鵬らの保守派の批判の矢面にさらされた。
12月に、北京他地方都市で学生デモが発生すると保革の対立は激化し、胡は1987年1月16日の政治局拡大会議で、鄧小平ら党内の長老グループや保守派によって辞任を強要され、事実上失脚した。
同月には胡の後任として、改革派ながら穏健派と目された趙紫陽総理が総書記代行に就任、同年11月の第13期1中全会で総書記に選出された。趙には経済・政治の両改革のいずれにも、反自由化の影響が及ばないよう指示を出したが、鄧小平が1988年夏から始めた公定価格制度の廃止が物価上昇を招き、提起者の趙紫陽は、経済の主導権を保守派の李鵬国務院総理（首相）らに渡すことになる。

### 胡耀邦死去

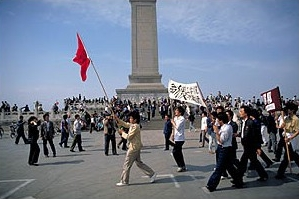
初期のデモ

胡は失脚後も政治局委員の地位にとどまったが、北京市内の自宅で警察の監視のもと外部との接触を断たれるなど事実上の軟禁生活を送り、1989年4月8日の政治局会議に出席中心筋梗塞で倒れ、4月15日に死去した。
胡が中国の民主化に積極的であったことから、翌16日には中国政法大学を中心とした民主化推進派の学生たちによる胡の追悼集会が行われた。また、これを契機として同日と17日に、同じく民主化推進派の大学生を中心としたグループが北京市内で民主化を求めた集会を行った。
これらの集会はいずれも小規模に行われたが、翌18日には北京の複数の大学の学生を中心とした1万人程度の学生が北京市内でデモを行ったのち、民主化を求めて天安門広場に面する人民大会堂前で座り込みのストライキを始めた。同時に別のグループが中国共産党本部や党要人の邸宅などがある中南海の正門である新華門に集まり、警備隊と小競り合いを起こした。
翌19日には北京市党委員会の機関紙である『北京日報』が批判的に報じたが、4月21日の夜には10万人を越す学生や市民が天安門広場において民主化を求めるデモを行うなど、急激に規模を拡大していった。
翌22日にはデモ隊に「保守派の中心人物の1人」と目された李鵬国務院総理との面会を求めた声明が出されると、文化大革命期に学生たちに痛い目に遭わせられていた八大長老たちはこれを「動乱」として強硬に対処することで一致した。同日午前10時、人民大会堂で胡耀邦同志追悼大会が開催された。

### 四・二六社説
学生を中心とした民主化や汚職打倒を求めるデモは、4月22日には西安や長沙、南京などの一部の地方都市にも広がっていったが、全土に広がっていったのは、その後に学生らが天安門広場でカンパを集め始めたころからである。
西安では車両や商店への放火が、武漢では警官隊と学生との衝突が発生した。
趙紫陽は田紀雲らの忠告にもかかわらず、「国外に動揺を見せられない」として北朝鮮への公式訪問を予定通り行うことを決め、李鵬に「追悼会は終わったので学生デモを終わらせる、すぐに授業に戻すこと、暴力、破壊行為には厳しく対応すること、学生たちと各階層で対話を行うこと」とする3項目意見を託した。
しかし、出国してすぐの4月25日、李鵬や李錫銘北京市党委書記、陳希同北京市長ら保守派が事実を誇張した報告を受け、鄧小平の談話を下地に中国中央電視台のニュース番組「新聞聯播」で発表され、続いて翌日の4月26日付の人民日報1面トップに、「旗幟鮮明に動乱に反対せよ」と題された社説（四・二六社説）が掲載された。
北朝鮮訪問前に趙紫陽が示した「3項目意見」は全く反映されず、社説は胡耀邦の追悼を機に全国で起こっている学生たちの活動を「ごく少数の人間が下心を持ち」、「学生を利用して混乱を作り出し」「党と国家指導者を攻撃し」「公然と憲法に違反し、共産党の指導と社会主義制度に反対する」と位置づけたことで学生たちの反感を買い、趙紫陽ら改革派と李鵬ら保守派が対立するきっかけともなった。
上海市の週刊誌である『世界経済導報』は胡耀邦の追悼をテーマとした座談会を開き、その中で参加者が胡の解任を批判したり名誉回復を要求する発言を報じた。校正刷りの段階で内容を把握した上海市は、党委員会書記（当時）の江沢民が宣伝担当の曽慶紅市党委副書記と陳至立市党委宣伝部長に命じ、問題の箇所を削除するよう命令を出した。
社長である欽本立はこの要求を拒否したため、同紙は発行停止となった。前出の四・二六社説発表後に市の党幹部1万人を集めて勉強会を開いた対応と共に評価され、江沢民が党総書記に選ばれる要因となった。
中国共産党は、人民日報や国営テレビなどのメディアを使って事態を沈静化するように国民に呼びかけたものの、『世界経済導報』事件などもあって活動は逆に拡大をみせ、中国共産党は学生だけでなくジャーナリストの反感をも買った。
4月29日午後に、袁木国務院報道官、何東昌国家教育委員会副主任と北京市の幹部が高校生と会見した。李鵬から四・二六社説を擁護するよう指示を受けていた袁木は党内に腐敗があることを認めたものの、「大多数の党幹部はすばらしい」と述べ、『世界経済導報』事件があった直後にもかかわらず「検閲制度など無い」と否定し、「デモは一部の黒幕に操られている」と高姿勢を続けた。この模様が夜に放送されると、学生は抗議デモに繰り出した。

### デモの拡大

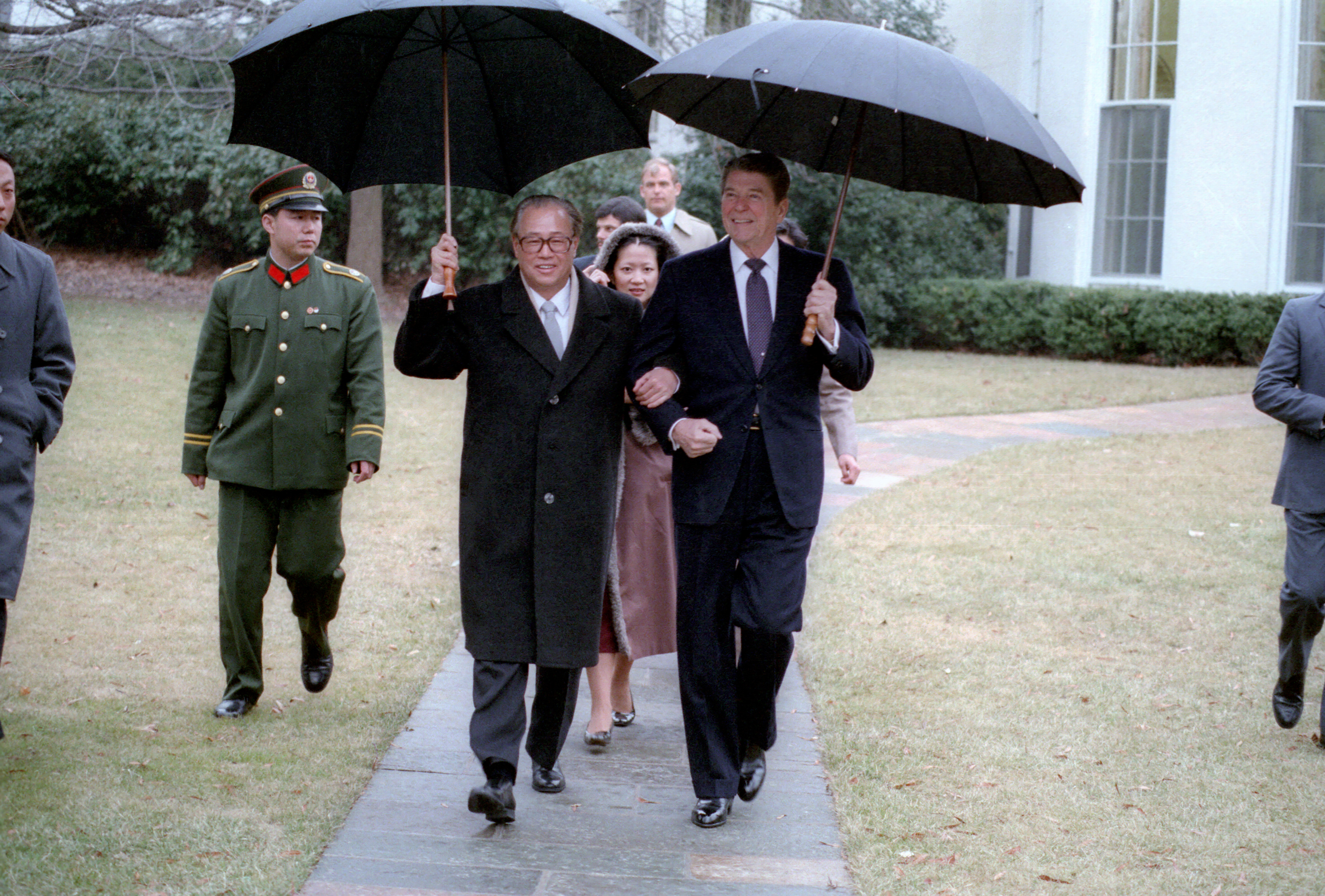
趙紫陽（左）

趙紫陽は4月30日に北朝鮮から帰国し、翌5月1日の常務委員会で秩序の回復と政治改革のどちらを優先させるかで李鵬首相と対立したが、5月4日の五・四運動70周年記念日までにデモを素早く抑えることで一致した。
五・四運動の70周年記念日である前日5月3日に開かれた式典では、北京の学生・市民ら約10万人が再び民主化を求めるデモと集会を行った。趙紫陽は学生の改革要求を「愛国的」であると評価し、午後からはアジア開発銀行理事総会でも同様に肯定的な発言をした。学生運動終息に期待が持たれ、党内部の評価はまずまずだった。
鄧小平や保守派の長老も歩み寄りを見せたが、5月13日から始まったハンガーストライキが「四・二六社説」から柔軟路線への転換を破綻させた。ゴルバチョフ訪中前に活動を収束させることで鄧、楊尚昆（国家主席）、趙の3人は一致したが、袁木（国務院報道官）ら保守派が送り込んだ政府側代表の尊大な態度に学生側の態度は硬化し、さらに学生側も「四・二六社説」の撤回に固執したためハンガーストライキの終結は困難となった。
この頃全土から天安門広場に集まる学生や労働者などのデモ隊の数は50万人近くになり、公安（警察）による規制は効かなくなり、天安門広場は次第に市民が意見を自由に発表できる場へと変貌していった。併せてイギリスの植民地であった香港、日本やアメリカ合衆国などの諸外国に留学した学生による国外での支援活動も活発化していった。
この民主化運動の指導者は、漢民族出身の大学生である王丹や柴玲、ウイグル族出身のウーアルカイシ（吾爾開希）などで、5月18日午前に李鵬、李鉄映、閻明復、陳希同らが彼らと会見した。まず李鵬が「会見の目的はハンストを終わらせる方法を考えることだ」と発言すると、ウーアルカイシは「実質的な話し合いをしたい。我々は李鵬を招待したのであって、議題は我々が決める」と反論した。
学生側は「学生運動を愛国的なものとすること」と、「学生と指導者の対話を生放送で放送すること」を要求したが、李鵬は「この場で答えることは適当ではないし、2つの条件はハンスト終結と関連付けるべきではない」と話し、会見は物別れに終わった。李鵬を激しく非難する姿が全世界にテレビにより流されたことで注目を集めることとなった。

### ゴルバチョフ訪中

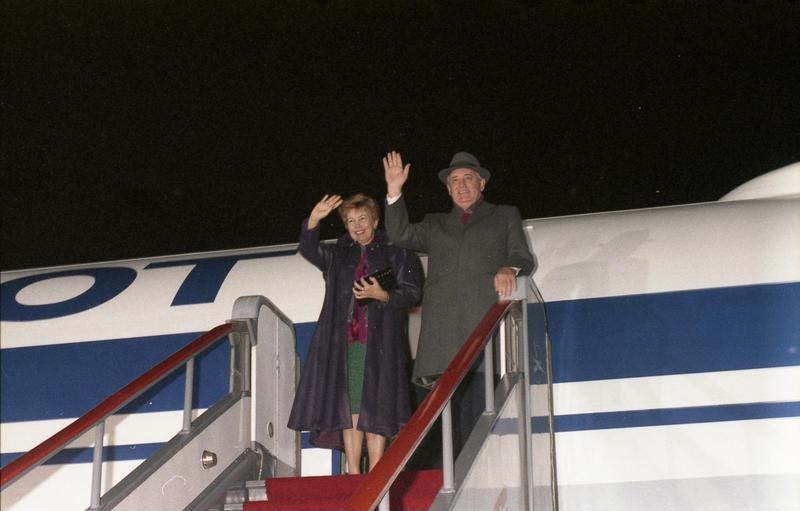
ゴルバチョフ夫妻

このような状況下で、5月15日には「改革派」として世界的に知られ、ソビエト国内の改革を進めていたミハイル・ゴルバチョフ書記長が、冷戦時代の1950年代より続いていた中ソ対立の終結を表明するために、当初の予定通り北京を公式訪問した。
中国共産党は、ゴルバチョフと鄧小平ら共産党首脳部との会談を通じて中ソ関係の正常化を確認することで、「中ソ間の雪解け」を世界に向けて発信しようとして綿密に受け入れ準備を進めていたが、天安門広場をはじめとする北京市内の要所要所が民主化を求めるデモ隊で溢れており、当局による交通規制を行うことが不可能な状況になっていた。
このため、ゴルバチョフ一行の市内の移動にさえ支障を来したばかりか、天安門広場での歓迎式典が中止されるなど、多くの公式行事が中止になったり開催場所を変更しておこなわれることとなった。
ゴルバチョフと会見に臨んだ趙紫陽は当日、人民大会堂での会見で記者を前に、「最終決定権が鄧小平にある」ことを明かしたが、学生たちの矛先を鄧小平に向けたとされ、第13期4中全会で「罪状」に数えられることとなった。
外国メディアの報道の多くは、自国の民主化を進めるゴルバチョフの訪中と、中国における一連の民主化運動を絡めたものになった。また、この訪中を受けて両国間の関係が正常化されることとなったものの、デモ隊の多くがゴルバチョフを「改革派の一員」「民主主義の大使」として歓迎する一幕 が報道されるなど、結果的には中国共産党のメンツが完全に潰される結果になった。
ゴルバチョフは、この様な結果になることを予想してあえて訪中時期を変更せず、また中国共産党もゴルバチョフの訪中予定日をあえて変更しないことで、長年対立してきたソ連に対するメンツを保つとともに、国内の「平静」を内外にアピールしようとした狙いがあったと言われている。ゴルバチョフは、当初の予定通り5月17日に北京首都国際空港から帰国した。

### 戒厳令布告
この頃の中国共産党指導部は、保守派の長老によって総書記の座に選ばれたものの、民主化を求める学生らの意見に同情的な態度を取った改革派の趙紫陽総書記や胡啓立書記などと、李鵬首相や姚依林副首相らの強硬派に分かれたが、5月17日にゴルバチョフが北京を離れるまでの間は、この様な事態に対して事を荒立てるような政治的な動きを見せなかった。
5月16日夜、趙紫陽、李鵬、胡啓立、喬石、姚依林の5人の政治局常務委員会が開かれ、学生たちの要求する「四・二六社説」の修正について話し合われ、趙紫陽は修正に賛成、李鵬は反対したため、決着しなかった。

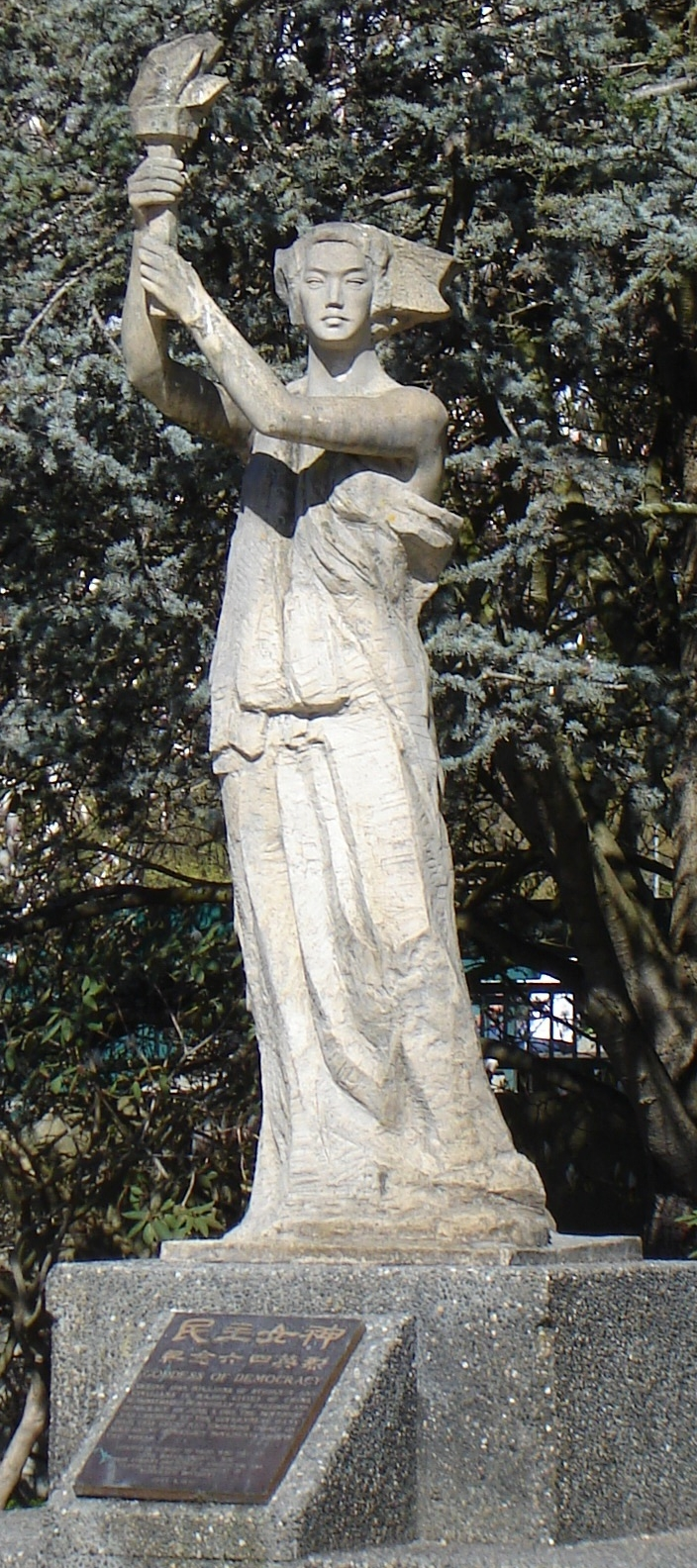
ブリティッシュコロンビア大学に置かれた民主の女神のレプリカ

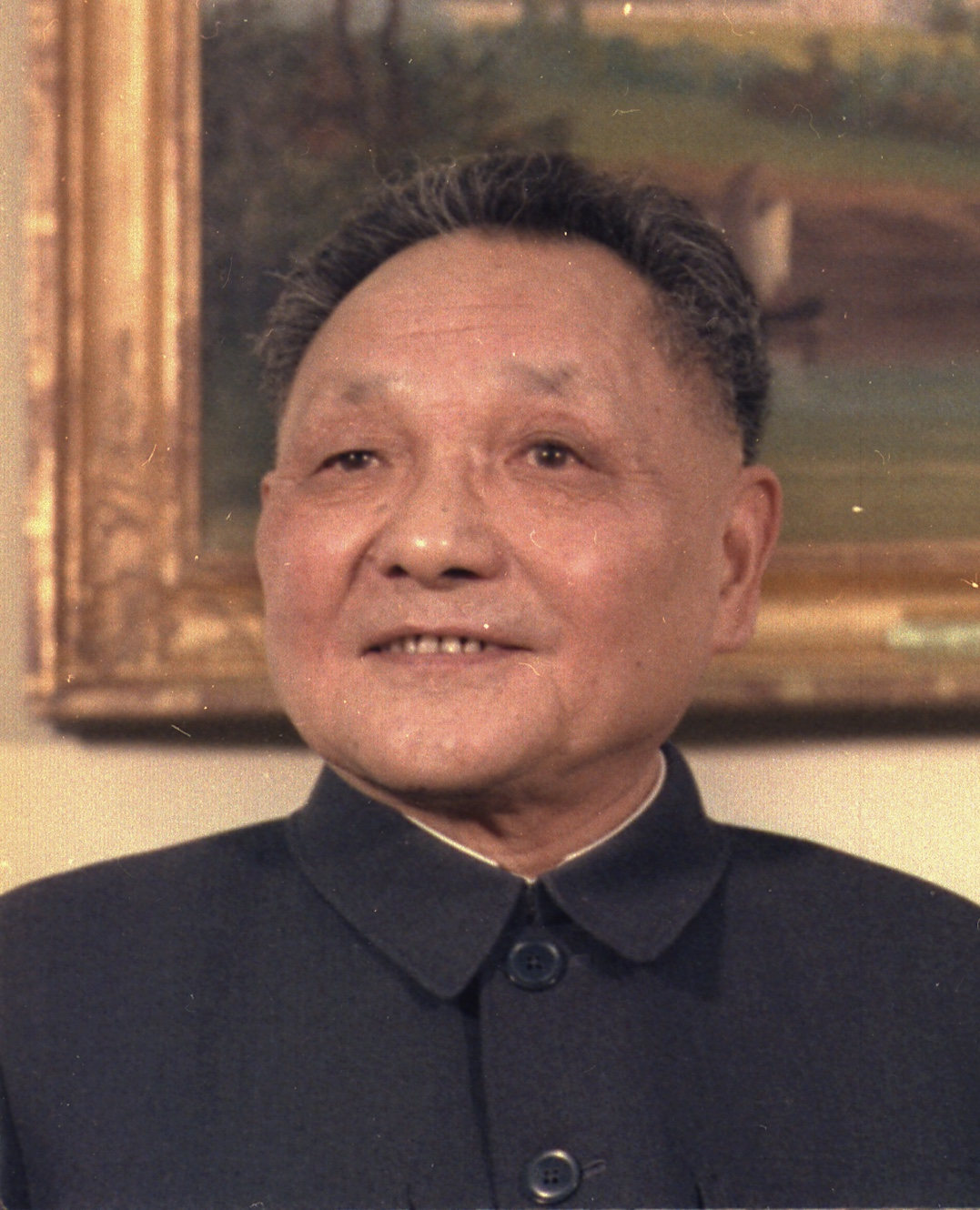
戒厳令の布告を決定した鄧小平

5月17日午後に改めて、党長老で事実上の最高権力者である鄧小平中軍委主席に加え楊尚昆国家主席を含めた会議が鄧小平の自宅で行われたところ、戒厳令の布告について趙紫陽と胡啓立が反対、李鵬と姚依林が賛成、喬石が中立の意見を表明し、5人の政治局常務委員会は割れた。
政治局常務委員ではない楊尚昆が賛成を表明した後、政治局常務委員会による投票をすることなく、鄧小平は以下のように発言し戒厳令の布告を決定した。
これに対し、趙紫陽は以下のように述べ、戒厳令の発動を拒否したため、鄧小平は李鵬、楊尚昆、喬石の3人を戒厳令実施の責任者に任命した。
5月19日午前5時頃、趙紫陽は当時党中央弁公庁主任を務めていた温家宝を連れて、ハンガーストライキを続ける学生を見舞う中で涙を見せ、学生たちの愛国精神を褒め称え、「諸君はまだ若いのだから命を粗末にしてはいけない」と、迫りつつあった流血の惨事を避けるために、学生たちにハンストの中止を促したが、学生たちには真意が十分に伝わらなかった。
しかし、趙紫陽の演説は学生たちに歓迎され、拍手は止まなかった。5月20日、鄧小平は自宅で非公式会合を開き、趙紫陽の解任を事実上決定した。その後、6月19日の政治局拡大会議で「動乱を支持し、党を分裂させた」として、趙紫陽は党内外の全役職を解任され自宅軟禁下に置かれ、これ以降政治の表舞台から姿を消した。
5月19日午後10時、党中央、国務院が中央と北京市党政軍幹部大会を開き、戒厳令布告の発表を行った。党中央、全人代、国務院、中央軍事委員会、中央顧問委員会、中央紀律検査委員会、全国政協と北京市の副部長級の幹部および、党中央弁公庁、国務院弁公庁の局長クラスが出席した。趙紫陽は「体調不良」により欠席することが大会を主催する喬石から伝えられ、趙紫陽に割り振られていた講話は楊尚昆国家主席が担当した。まず李錫銘北京市党委書記が北京市の状況を説明し、続いて李鵬が戒厳令の必要性を訴える講話を行った。
これ以降は保守派によって戒厳令体制の強化が行われることになったものの、23日には戒厳令布告に抗議するために北京市内で100万人規模のデモが行われるなど、事態は沈静化しないばかりか益々拡大して行く。また、政府による戒厳令の布告を受けて、日本やフランスをはじめとする多くの西側諸国の政府は、自国民の国外脱出を促すようになった。
こうした中、カナダを訪問中の全人代常務委員長の万里が、「改革を促す愛国行動」と学生運動を評した発言を5月17日付けで新華社が報じたことで、学生たちだけでなく社会全体に希望が生まれた。全人代常務委員らが万里の出国前に6月20日前後となっていた常務委員会の繰上げ開催に奔走し、李鵬解任要求や戒厳令反対の機運が高まりかけたものの、万里自身は北京には戻らず「病気療養」のため上海に入り、江沢民を説得役として変心させた。
2日後、万里は党中央の決定に対し一転して「支持」を表明する。
武力介入が避けられない状況となったことで、知識人らは学生たちに撤収を促したものの、地方から集結した強硬派が多数を占めた学生側の話し合いで反対票が9割を超えたため、撤収は不可能となった。
5月30日には、天安門広場の中心に、ニューヨーク市の「自由の女神」を模した「民主の女神」像が北京美術学院の学生によって作られ、その後この像は、民主化活動のシンボルとして世界中のメディアで取り上げられた。また、この頃香港や中華民国（台湾）、アメリカ合衆国など、国外の華僑による民主化推進派支援の活動が活発になっていた。

### 報道管制
戒厳令の布告を受けて厳しい報道管制が敷かれ、日本やイギリス、西ドイツなどの西側諸国のテレビ局による生中継のための回線は中国共産党によって次々と遮断されていたものの、アメリカ合衆国の CNN は、依然として世界各国へ向けた生中継を続けていた。
これに業を煮やした中国共産党の上層部は、CNNが生放送を行っていた最中に現場に係官と警察官を派遣して、放送を中止するよう要求したが、テレビカメラが回り続けていたために、特派員のバーナード・ショーらCNNのスタッフと係員のやり取りも、そのまま生中継され、中国共産党による報道管制の実態が世界中に発信された。
なおその後の西側メディアによる報道は、主にビデオテープ収録による録画中継と、固定電話や公衆電話を使用した、音声による生中継によって行われるようになった。また、民主化推進派が香港や台湾など、国外の民主化推進派の支援者やメディアに対して、ファクシミリを使って、北京市内や政府内部の状況を逐一報告していたといわれている。

### 武力弾圧

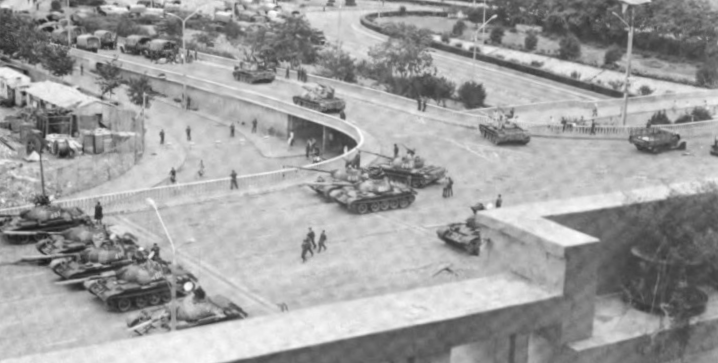
A建国橋を占拠する人民解放軍の戦車

6月に入ると、地方から続々と人民解放軍の部隊が北京に集結していることが西側のメディアによって報じられたこともあり、人民解放軍による武力弾圧が近いとの噂が国内だけでなく外国のメディアによっても報じられるようになる。
実際に6月3日の夜遅くには、天安門広場の周辺に人民解放軍の装甲兵員輸送車が集結し始め、完全武装した兵士が配置に着いたことが西側の外交官や報道陣によって確認された。
その後6月3日の夜中から6月4日未明にかけて、戒厳令実施の責任者である李鵬首相の指示によって、人民解放軍の装甲車を含む完全武装された部隊が、天安門広場を中心にした民主化要求をする大学生を中心とした民衆に対して投入された。
現地取材していたNHK記者の加藤青延（後、NHK専門解説委員）によれば、6月3日には下記のようなことが起きていた。
- 外国メディアの前で、全く武装のない「あかちゃん兵」と言われる弱々しい新兵たちが行進を始め、暴徒化したデモ隊に襲撃され、衣服を剥ぎ取られた。（加藤は、これは中国政府が「平和的にデモを鎮めようとしたが出来なかったので、やむを得ず発砲した」という大義名分を作るためにおこなったことだと考えている。）
- その頃、逆の方向から「戦車男」のような白シャツ部隊が次々と天安門広場に隣接する人民大会堂に入っていった。
- 6月3日午後9時、装甲車が一斉に天安門広場に進撃を開始。この装甲車は道にバリケードを築いていたデモ隊と武力衝突し、デモ隊に多数の死者が出た。加藤は発砲した弾に当たって倒れる女性を目撃している。デモ隊も火炎瓶で応戦し、装甲車が次々に炎上。デモ隊は炎上した装甲車から飛び出す人民解放軍を殴りつけ、撲殺した兵士に油を付けて燃やし、歩道橋から兵士の死体をぶら下げるなどした。

複数の外国メディアや大使館からの公電によれば、解放軍の進行は一旦は数で勝る民衆によって阻止されたものの、その後これらの部隊は中国共産党首脳部の命令に忠実に、市街地で民衆に対して無差別に発砲したと伝えられた。
この際に、中国人民解放軍のトラックは、事前に民衆に襲撃されており、武器や弾薬の一部が奪われていた。現場で取材していた加藤青延が侯徳健（「天安門四君子」の1人で歌手・作曲家）から聞いたところ、軍が労働者のデモ隊に対して発砲し、それに対して「友達を殺すのか！」と激怒した労働者たちが逆襲して軍から武器を奪ったのだという。加藤によれば、武器を運ぶトラックは兵士たちとは別に運行されており、デモ隊がトラックの運転手と格闘して武器を奪うことがあった。現場に居た四君子の一人である高新の証言によると、当時の天安門広場には、鉄パイプ、火炎瓶、ライフル1丁、機関銃1丁があった。その高新は六カ月間にわたって拘留され、その間に太陽を見ることができたのは一度だけだった。現場で取材していた朝日新聞社の外報部記者永持裕紀のように「学生たちはジュースの空き瓶や叩くとペシャリとなりそうな竹の棒くらいしか持っていない」と言っているものもおり、民衆の武装状態は証言により甚だ差がある。労働者デモ隊が奪ってきた武器は侯徳健・劉暁波たちが「こんなものは私達の戦いには必要がない」と言って外国メディアの前で武器を破壊してしまった。

### 根強く残る懐疑論
横浜市立大学名誉教授の矢吹晋は、1989年12月4日の『読売新聞』夕刊上で天安門広場での虐殺は不確かな噂やデマに基づく誤報だと指摘した。一晩中現場に居たスペイン国営テレビの極東支局特派員ファン・レストレポ記者も同じく、本国のマドリードに送ったテープが恣意的に編集され、広場での虐殺という歪んだ事実が報道されてしまったと述べている。
しかし、大量の虐殺が広場でなかったとはいえ広場での数名の死者や多くの重軽傷者、そして広場以外で少なくとも300人以上が殺害されたと言う欧米側の記録がある。天安門広場で取材していた前述の永持も「天安門広場は新中国の中心も中心。そこを血で染めるようなことは流石にせず、虐殺は広場の他の地域の北京市街で多く行われた」と証言しており、天安門広場以外では軍が民衆に対して攻撃を行っていたことは複数の証言がある。
広場へ続く道路での武力鎮圧は数時間続き、6月4日未明以降も天安門広場に残った民衆の一部は、最終的に人民解放軍の説得に応じて広場から退去した。現場で取材していた加藤が後に侯徳健から聞いた話では、状況は以下のごとくであった。
- 侯徳健が広場にいた民衆に状況を説明し、退去するか残るか問うたところ、退去することとなった。
- その最中に人民解放軍の兵士たち数千名が銃を持って広場に入ってきた。
- 柴玲を先頭に広場から民衆が退去し始めたところで銃声が聞こえた。誰もいない、民衆が使っていたスピーカーめがけて発砲していた。
- 最後まで残っていた学生たちは武装警察に棍棒で殴り倒され、1人が骨折で立ち上がれなくなり、侯徳健が病院に連れて行った。
- 広場で一人も死者が出なかったかどうかは侯徳健も分からない（広場が広すぎて状況が把握できなかったため）。少なくとも大虐殺はなかった。加藤の取材によれば数名の学生が死亡した。加藤は記念碑への銃痕も確認した。
- 広場前の長安街では、民衆が装甲車を攻撃していた[25]。

また、スペインの放送局が撮影した映像によると、学生を含む民衆に対して軍からの退去命令は行われていたが、多くの学生を含む民衆はまだ広場に残っていた。
なお、学生運動のリーダー達の一部は、武力突入前にからくも現場から撤収し、支援者らの手引により中国国外へ亡命した。1995年に製作されたアメリカのドキュメンタリー映画「天安門THE GATE OF HEAVENLY PEACE」の中で、学生側リーダーの柴玲はインタビューに対し、「流血を期待していた（其实我们期待的就是流血）。中国共産党政府を追い詰めて人民を虐殺させなければ、民衆は目覚めない。」と発言した。現場に居なかった柴玲は広場で戦車が学生を押しつぶしたと泣きながら証言したが、最後まで現場に残って学生が脱出するためのトラックを手配していた侯徳健（台湾から亡命してきた有名作曲家）は、広場では虐殺は起きなかったと証言している。また、学生側リーダーの一人だったウーアルカイシも広場で千人が殺されたと証言したが、侯徳健や加藤青延によれば死者は数名だったという。
なお、これは前述のごとく、天安門広場での死者は出なかったが、周辺では多数の死者が出たという認識が正しいと思われる。なお、加藤は死傷者数については政府発表では319人だが、民衆の間では「100万人が殺された」と信じられていたという。政府発表ですらズレが有り、加藤はおそらく民衆の噂の死者数は過大であり、1990年の中国公安省の報告の「死者523人、負傷者11570人、政府側の軍・警察の負傷者6240人」というのがおそらく真実に近いのではないかとしている。

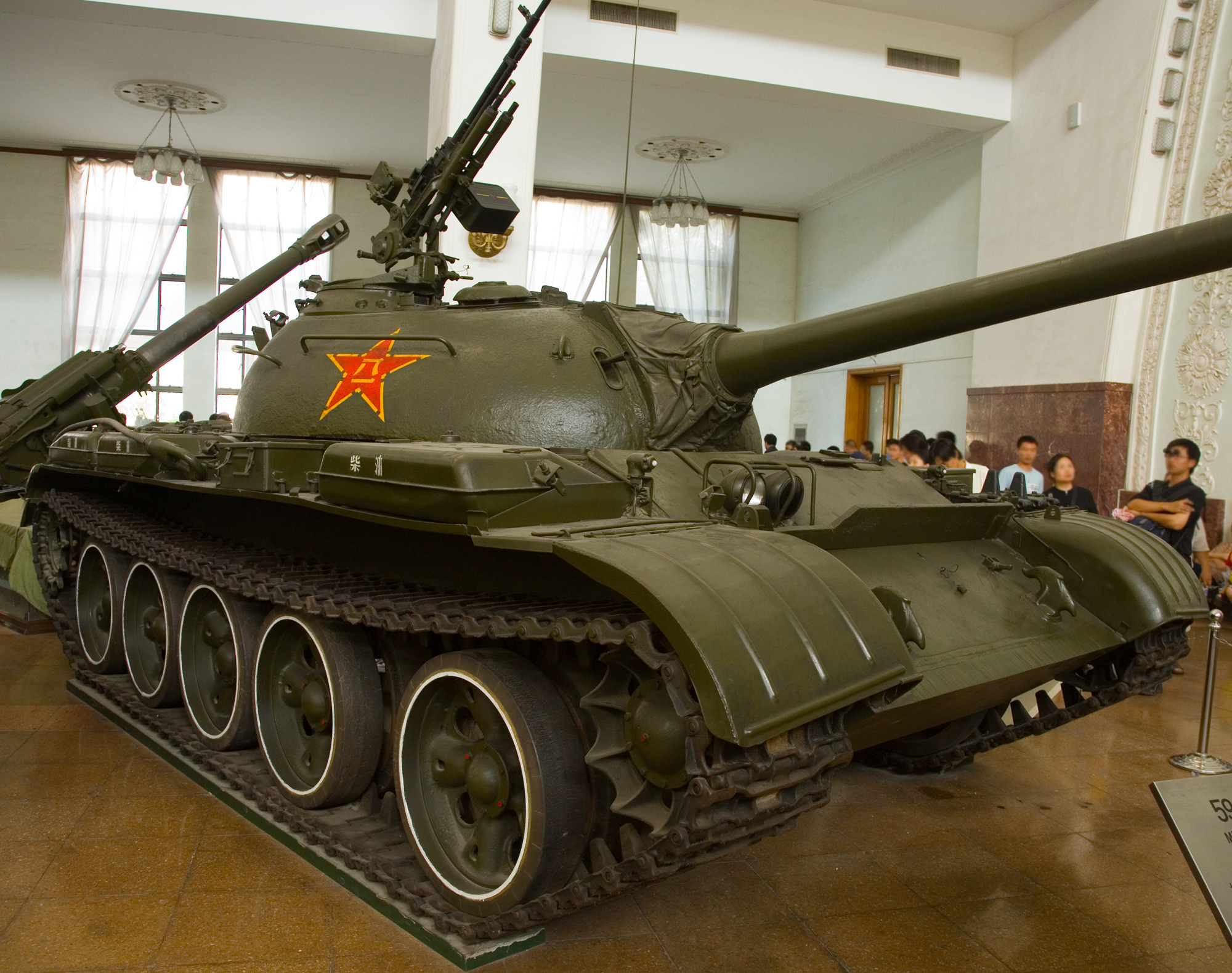
中国人民解放軍の59式戦車

武力鎮圧の模様は、イギリスのBBCや香港の亜洲電視、アメリカのCNNを始めとする、中国国内外のテレビ局によって世界中に中継された。その映像は無差別発砲による市民の虐殺と看做され、世界中から多くの非難が中国政府に浴びせられた。
武力鎮圧のために進行する中国人民解放軍の戦車の前に1人の若者が飛び出して戦車の進路方向の前に立ち、その戦車の走行を阻止しようとした男性「無名の反逆者」の映像も放映された（Tank Man - 戦車男）。ただし、この事件は外国メディアの眼の前でわざわざ行われ、男性はデモ隊が叫んでいたスローガンを叫ばずに終始無言であるなど不思議なものであった。戦車男を目撃したNHK記者の加藤青延は「服装が政府側の人物のように見え、戦車が人を引かないことをアピールするための自作自演の中国政府の行動であろう」としている。加藤の取材によればこれは6月5日に隣接する長安街の外国取材陣の前でおきた出来事である。男性は身元不明だがデモ隊ではなく中国政府側の人間だと思われる。中国政府の自作自演で「戦車は民衆を引かないよ」というパフォーマンスとして行われたものである。加藤は中国政府の宣伝担当者から「戦車が人を引かないということが重要なのですよ」という話を聞いている。6月4日に「デモ隊が中国政府中枢部の中南海を襲う、中南海が危ない」という司令を受けた人民解放軍が中南海前のデモ隊に戦車が突っ込み、民衆を轢き殺してしまい、11人死亡、両足切断の重傷者2名を出していた。これは民衆の間では「戦車に1万人もの民衆が轢き殺されたそうだ」というデマになって広まっていた。そのデマを鎮めるためにおこなったものだろうと加藤は考えている。
また、AFP通信によると、2014年6月に機密解除されたアメリカ合衆国連邦政府の公文書の中に、当時の天安門広場の様子を目撃したとされる匿名の人物の話が記載されている。それによれば、楊尚昆の甥が指揮した、河北省石家庄から招集された第27集団軍（北京軍区所属）に属する非北京語話者の兵士たちは、「人々の集まりに遭遇すると、それが誰であろうとも笑いながら無差別に発砲していた」と、武力弾圧が多くの死者を出すことを意図した「残虐」なものだったと主張した内容だった。しかし公開された機密文書の原文では、この匿名の情報提供者は事件発生当時は現場でなく北京市内のホテルの一室に滞在しており、第27集団軍の虐殺行為に関する一連の情報は「確認の取れない噂」であるとしている。また、当時現場付近に居たワシントンポストの北京支局長ジェイ・マシューズは、
「何百人もの外国人ジャーナリストは天安門とは別の地域か、或いは天安門広場から離れたホテルに避難していたので、広場中央での様子を目撃する事は出来なかった」
と指摘している。マシューズは広場での虐殺についても、
「ウーアルカイシは銃撃で200名の学生が倒れたと言うが、彼は既に数時間前に現場から脱出していた。伝聞や噂ではなく現場からの確かな証言から判断すれば、広場では誰も死んでおらず広場に通じる道路で散発的な死者が出た」と述べている。
天安門事件を取材したジャーナリストの相馬勝は、天安門広場の付近の路地を通る途中、広場から逃げてきたという眼鏡をかけた血まみれの学生が市民を前にして、「奴らは3歳の赤ん坊を撃ったんだ。同級生の女子学生をいま病院に送ってきたところだ。彼女は死んだ。血だらけになって…。同級生のなかには体を吹き飛ばされた者もいる。奴らは鬼だ」と涙ながらに訴えているのを目撃した（この学生の白いワイシャツは赤い血で染まっていたという）。相馬がその学生の言葉をメモに残してから天安門広場へと進む途中、相馬の姿を見た中年の男性から「お前は日本人の記者か？」と話しかけられた。男性は茫然自失した様子で、「軍が撃った。こんなことは許されない。中国はもう終わりだ。鄧小平を許さない」と語ったという。
事件当時、鄧小平は「20万人ぐらいの血の犠牲はかまわない。中国では100万人といえども小さな数にすぎない」「中国に西欧的民主主義を持ち込めば、国内は混乱し、難民が周辺地域に何億人も流出するだろう」と述べたと伝えられている。
アメリカの人権組織である「アジア・ウォッチ」のリサーチ・ディレクターであるロビン・マンローは、9月23日の香港『サウス・チャイナ・モーニング・ポスト』紙に、自分自身が広場に最後まで居残り、そして学生とともに撤退していった様子について、
「そこにはパニックを示すようなものはなく、なにか虐殺が起こったことを示すような微かな兆候さえもなかった」
と語っている。マンローは広場ではなく他の場所で起きた虐殺に注目すべきだと問題提起している。

## 死傷者

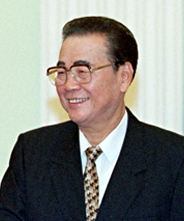
強硬派の立場をとり、「北京の虐殺者」と呼ばれた李鵬首相

中国共産党の公式発表では、「動乱で319人が死亡（民間人と軍、警察の合計）」となっているが、この事件による死傷者については、上記の中国共産党による報道規制により、客観的な確定が不可能であり、数百人から数万人に及ぶなど、複数の説があり、死者数は定かではない。
ジェームズ・R・リリーは自らの著書の中で、天安門広場から完全にデモ隊が放逐された後に、人民解放軍の手によって死体が集められ、その場で焼却されたと述べている。また、約300名の民主活動家がパリに亡命した。
1989年6月4日に作成され1999年6月1日に公開された米外交公電では、現場に居た市民が感情的に怒って「天安門広場で10000人が殺された」と主張した事を報告している。

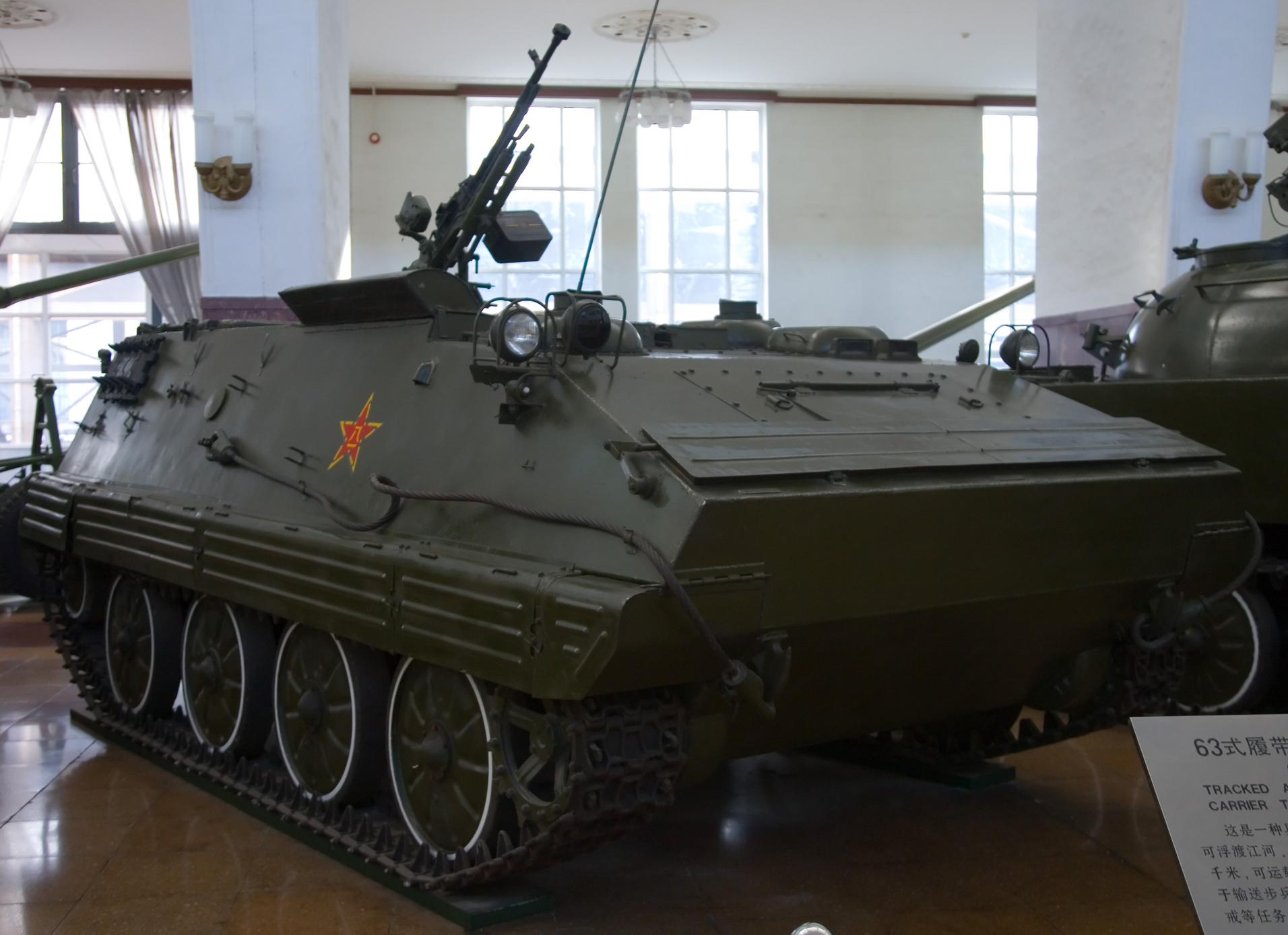
中国人民解放軍の63式装甲兵員輸送車

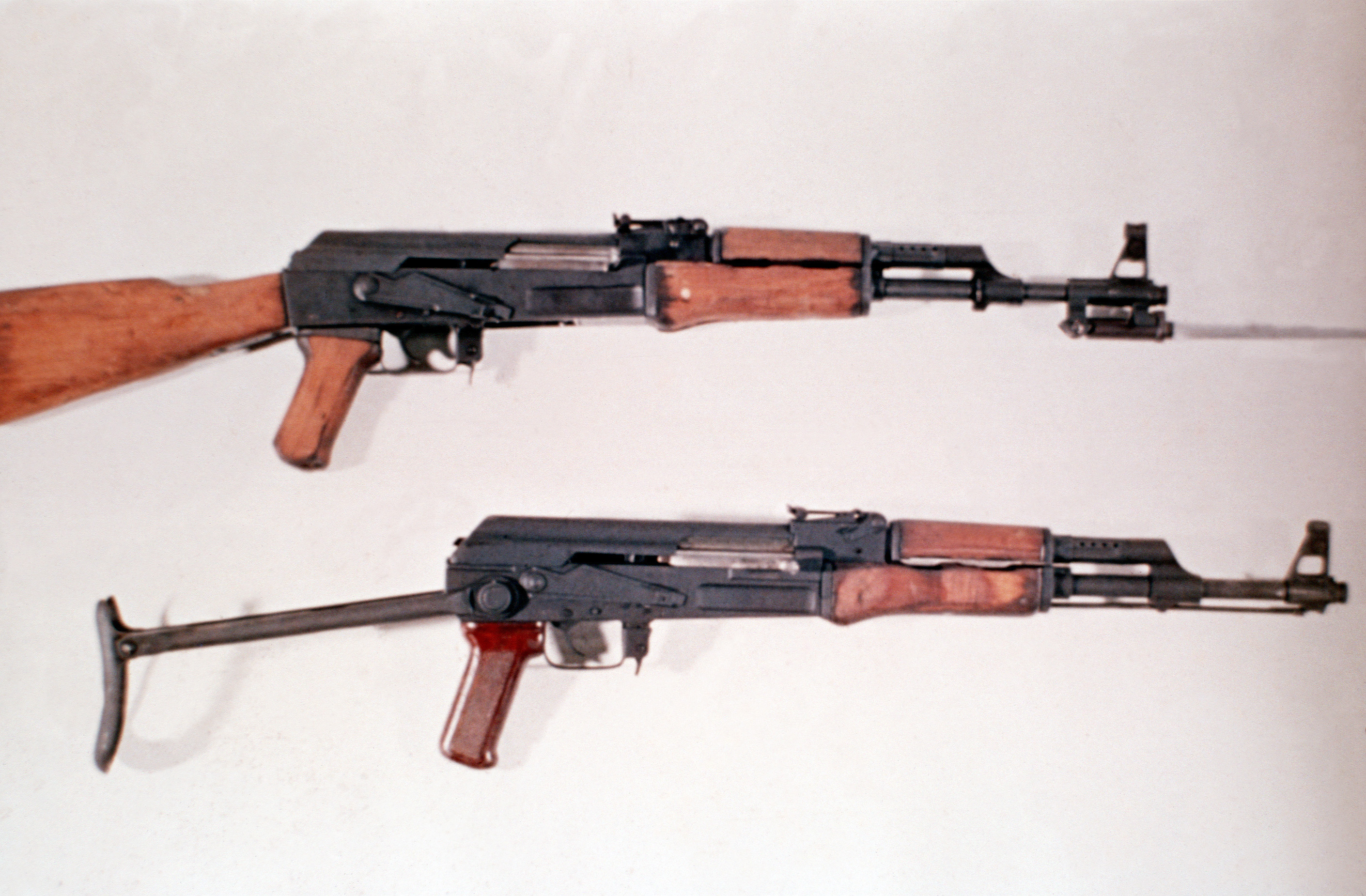
56式自動歩槍と銃剣（上）

1989年6月5日に作成され、2017年12月23日に機密解除された英国政府の公文書では、「最低に見積もっても一般市民の死者は10000人以上が中国軍により殺害された。」と報告している。公文書は当時の駐中国アラン・ドナルド英大使(en:Alan Donald)が6月5日に本国政府へ送った外交機密電報である。
ドナルド大使によると、「中華人民共和国国務院委員を務める親しい友人から聞いた」情報であり、この情報源とされる人物を事件以前から信頼しており、「事実と憶測と噂を慎重に区別」して書いたという。文書には「鎮圧にあたったのは山西省を主力とする第27軍」「1時間の退去期限を通告したが、実際には5分後にはAPC（装甲兵員輸送車）による攻撃が始まりひき殺され、大多数は広場から離れる途中で犠牲に遭った」「学生たちは腕を組んで対抗しようとしたが、兵士たちを含めてひき殺されてしまった。そしてAPCは何度も何度も遺体をひき、『パイ』を作り、ブルドーザーが遺体を集めていった。遺体は焼却され、ホースで排水溝に流されていった」「負傷した女子学生4人が命乞いをしたが、中国軍に銃剣で刺されてしまった」と記載されている。フランス人の中国研究家ジャンピエール・カベスタンも、最近機密解除された米国の文書も類似した死者数を割り出しており、当時の英大使によるこの推定値には信憑性があると述べている。しかし、中国系英字メディアサイト"SupChina"の編集者アンソニー・タオ(Anthony Yixing Tao)は、2017年12月に自社サイトの記事において「10000人という数字は匿名の、しかも米国側の発表した情報だけが根拠であって信用出来ない」と反論を述べている。
クレア・バーリンスキーは、ソ連の公文書に収められているソ連共産党政治局が受け取った情報報告では3000人の抗議者が殺されたと見積もられていると述べている。
1989年6月22日に作成され1999年6月1日に公開された米外交公電は、それまでの混乱した情報を整理する目的で時系列で記述されており、銃撃の主な被害は従来の報告とは違って広場ではなく広場に続く道路で発生したとしている。死亡者数は当初の予測であった3000人を下回る可能性が高く、中国赤十字の発表である死者2600人が妥当な数字としている。ただし、当時の天安門事件に関する報道でピューリッツァー賞を受賞したニコラス・クリストフによれば、2600という数字は行方不明になった学生が2600人居るという噂が死亡した学生の数だと勘違いされて出来た根拠の無い数字であり、中国紅十字会は2600という数字を即座に撤回しているとされている。
1989年7月に作成され2011年6月に公開された米外交公電によれば、広場に進行した兵士の大部分は銃ではなく暴徒鎮圧用の木の棒の様な物で武装しており、群衆に向けた大量発砲は見られなかったとされる。現場に居たチリの外交官は広場で大規模な銃撃は無かったと証言している。これは兵士が非武装の市民がいる広場に突撃したという複数の記者の証言と矛盾するし、死者の数は1000人を遥かに下回る事を示唆している。
1989年7月12日に作成され2011年8月30日に公開された米外交公電によれば、現場に居たチリの外交官であるカルロス・ガロの証言では広場に入った兵士は棍棒で武装しており大規模な発砲は起きなかったとしている。広場にゆっくりと入って行った装甲車が広場のテントを踏みつける頃にはテントは既に無人だった様に見えた。学生が撤収した後の広場に人民解放軍のヘリコプターが降りてきて大きなプラスチックの袋を上に引っ張り上げていたが、彼はその中身が負傷者や遺体ではなくゴミだと思った。彼は大規模な銃撃を目撃しなかったが、広場に負傷者が大勢集まって来た事から人民解放軍によって数百人が殺害された事に疑いは無いと判断した。
1990年3月26日に作成されウィキリークスが2011年8月に公開した米外交公電には、現場で鎮圧にあたった人民解放軍38軍に所属した兵士の母親とされる人物による匿名での証言が記載されている。彼女の証言によれば、38軍は当初は空中に威嚇射撃をしていたが、学生の襲撃を受けて仲間の兵士が数百人も行方不明になったか、或いはおそらく殺害されたという情報が部隊に伝わると38軍の兵士達は興奮した。その状況で出された発砲命令に従い群衆に向け機銃掃射を行い、1000人以上の市民が殺害された。兵士は死体にガソリンを掛けて燃やし、その死体をヘリコプターで運び去ったという。一連の証言について公電作成者は文末で、「彼女の証言が伝聞とは思わないが、時間が経過しており相当な誇張が含まれる」「我々には目撃情報が少なく誇張された天安門の情報が循環している」とコメントしている。
2019年5月29日、当時在中華人民共和国日本国大使館にて情報収集を統括していた笠原直樹1等陸佐（防衛駐在官） による詳細なメモが残っていたことが分かった。それによると、死傷者数は不明であるが、「実弾発射はほぼ間違いない」、「解放軍による射撃にて市民が逃げ出す」、「戦車が射撃しながら天安門広場に突入し、広場にいた学生を一掃」など書かれており、血まみれで倒れる女性の姿、APC（装甲兵員輸送車）にてひき殺されたり、一斉発砲する兵士など当時の流血の北京の状況が判明した。
中国出身の政治学者である朱建栄は、天安門事件は人民解放軍の出動途中に起こった発砲事件に過ぎず、虐殺はなかったと主張している。また、日本の歴史学者である村田忠禧も「実際には89年6月の天安門広場では『残虐な殺戮』とか『虐殺』と称すべき事態は発生しなかった」「89年の中国の学生運動を一面的に美化することは問題である。そもそも自分たちの要求を実現させるために『ハンスト』という、生命を武器にして相手に譲歩を迫る方法は、とても民主的手続きを踏んだものではない。生命を武器に相手に自分たちの条件を飲ませる方法であって、一種の脅迫である」「文革期にも行われた極左行動に他ならない。それを『平和的』『理性的』な行動であった、と持ち上げるのは、あまりに『お人好し』な評価といえる」と主張している。また、大西広は天安門事件における中国政府の対応を「現在われわれが考え直さなければならないことは、鄧小平の決断によるあの弾圧がなければ現在の中国の経済発展はない、というおそらく厳然たる事実である。……あのときの鄧小平の決断は『冷酷』ではあっても正しいものであった。そして、このことはまさに『この国に最終的な責任をもつ』ということが鄧小平にはできて、われわれにはできなかったということを示している」と礼賛する発言を行っている。

## 国内における反応

### 賞賛
2024年8月、習近平党総書記は鄧小平生誕120年を記念する演説で、天安門事件に言及し、「動乱に反対し、社会主義国家の政権を断固守り、共産党統治守った」として鄧を称賛した。

### 批判
事件後、中国共産党によって民主化活動の中心的存在の1人と目された王丹などの「反体制派」と目される人物に対する一斉検挙が行われた。そのような中で、「中国のサハロフ」と呼ばれる物理学者の方励之夫妻がアメリカ大使館に駆け込み、政治亡命を申請した（その後亡命）ほか、ウーアルカイシや柴玲などの民主化活動の中心人物が香港などを経由して西側諸国へ亡命した。
また、中国共産党首脳部の強硬派が密かに行った自国民の虐殺に対する批判が行われ、批判ビラの配布や、香港や中華民国、アメリカなどの国外の支援者を経由した事件時の隠し撮り写真の流出が行われた。
中国中央電視台のニュース番組「新聞聯播」の司会者である薛飛と杜憲は、喪服をイメージさせる服装で6月4日の放送に臨んだ。訃報を伝えるような速度でニュース原稿を読み、抗議を表したという。杜憲は1992年に中央電視台を退社し、2000年から香港のフェニックステレビでアナウンサー業を再開させている。

### 中国共産党による監視統制
上記の様に、西側諸国だけでなく、東側諸国を含む世界各国では、この事件は報道されたものの、国内においては、事件後には、平常時にも増して情報統制が強化されたため、事件に対する詳細な報道はほとんど行われなくなった。
2024年時点でも、以下のような当局ぐるみでの当事件の情報操作が行われている。
- 当事件の名称や当事件の発生日「6月4日」、画像などに対する人工知能や機械学習の声紋・画像認識技術を利用したグレート・ファイアウォールによる自動ネット検閲[63]。これにより、香港や澳門を除く中華人民共和国内の検索エンジン（Yahoo!やGoogle、MSNなど）では、「六四天安門事件」などの特定のキーワードで検索すると、接続不可能になる。このことから、当事件を意味する「5月35日（5月31日＋4日）」、VIIV（ローマ数字の64）や、「82（=64）」などの隠語を生んだ[64]。また、Twitterやhotmail[65]、ウィキペディアも接続遮断[66] された。
  - 2023年10月1日、杭州市で開催された2022年アジア競技大会の女子100メートルハードル決勝で金メダルを獲得した林雨薇（中国語版）と呉艶妮が抱き合った写真が中国中央電視台の新浪微博から削除された。林雨薇のゼッケンが「6」、呉艶妮のゼッケンが「4」であったため、「64」を想起させると判断されたとみられている[67]。新華社通信の記事では、ゼッケンの部分が切り取られて掲載された[68]。
  - 任天堂の家庭用ゲーム機NINTENDO 64は、中国向けには「iQue Player」として発売され、ゲームタイトルからも「64」は外されている[69]。
  - 2018年6月4日には、中国のソーシャルメディアWeChat（微信）の送金アプリで「89.64元」や「64.89元」など事件の日付にちなんだ金額が送金できなかったという事象が確認されている[70]。
  - その一方で、横山秀夫の小説『64（ロクヨン）』や、エーリッヒ・ケストナーの童話『五月三十五日』は中国でも翻訳・出版されている[71]。
- インターネット配信や国内向けの衛星放送などで海外メディアが天安門事件を報じると突如放送を停止させる[72][73]。
- 外国人カメラマンが6月4日前後に天安門広場を撮影しようとすると、目の前で傘を開いて天安門を写させないようにする[74]。
- 当事件における学生運動の主要メンバーであった劉暁波のノーベル平和賞受賞の際、中国共産党政府は2010年10月下旬以降に、ノルウェーにある欧州各国の大使館に対し、12月10日にオスロ市庁舎にて行われるノーベル平和賞授賞式の式典に参加しないよう求める書簡を送った。書簡では式典当日に劉暁波を支持する声明を発表しないようにも求めた。また、北京においても数カ国の外交官に対して、同様の要請を行った[75]。
- 事件日の6月4日前後には検閲が強化され、事件を想起させる画像や言動も削除される[76]。特に戦車は事件を想起させることから新規の投稿画像が削除され、ビエネッタの形が戦車に似ているという理由でインフルエンサー李佳琦（中国語版）（Austin）による配信が遮断された事例もある[76]。

そのため、本件以降に学校教育を受けた世代は、事実をほとんど知らないとも報じられている、しかしながら、留学や過剰な検閲によりかえって若者が天安門事件を知ったり、政府当局による隠蔽や弾圧体質に気づくなどしているケースもある。なお、日本ではその厳しい検閲を逆手に取り、天安門事件関連の言葉を加えることで、自作した作品の中国からの無断転載対策を行う者もいる。
当事件の結果、中華人民共和国国内の民主化運動は一気に下火となるが、本件で中国共産党に失望して決別した活動家は多く、石平を始めとした活動家が、中華人民共和国外で活動を続けることになる。なお、その後石平は日本に帰化している。天安門事件以降、天安門広場には顔認識が可能な大量の監視カメラが設置され、活動家は音声認識による盗聴やDNA収集で徹底的に追跡と特定を行われている。
最終的に事態を掌握した強硬派と、その一派がその後現在に至るまで実権を握り続けているために、中国共産党によるこの事件に対する反省や謝罪の姿勢の表明だけでなく、この事件に対する検証報道は、これまで一切行われておらず、中国共産党政府最大のタブーの一つでもある 。中華人民共和国国防部部長の遅浩田は、1996年にアメリカ合衆国を訪れた際に、「天安門広場では1人も殺されなかった」と発言して、世界各国から反発を受けた。事件から30周年を迎えた2019年6月には国営の環球時報は「ワクチンとして将来どんな政治的動揺にも対処できる免疫力を中国に与えた」と事件に言及する異例の論説を発表し、中国国防部部長の魏鳳和も訪問先のシンガポールで「騒乱を治めるために正しい対応をした。中国は安定と発展を享受している」と異例の言及を行った。
2021年発刊の『党史』は、天安門事件の犠牲者には言及せず、「制裁した各国に闘争を挑み、日本に率先して制裁を取り消させた」と記しており、『読売新聞』は「歴史を自らに都合良く解釈する姿勢の表れと言える」と評している。

## 世界の反応

### イギリス領香港の反応

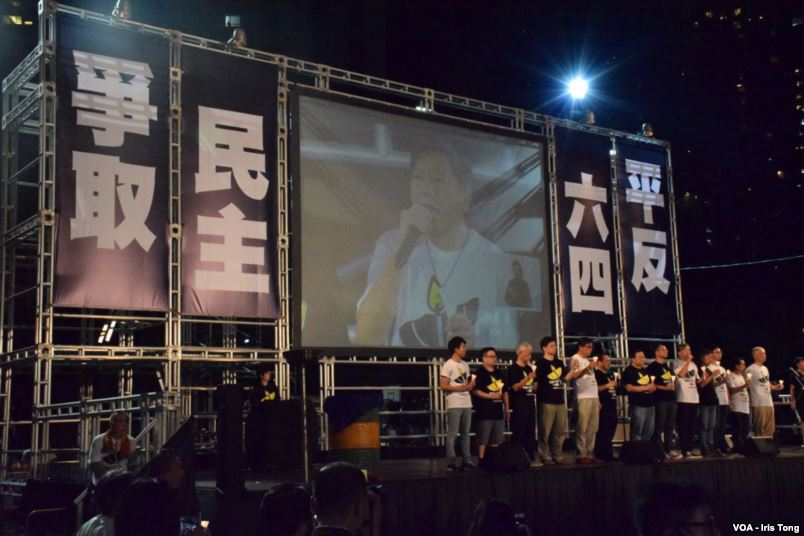
香港で毎年行われるヴィクトリアパークのキャンドル集会（2015年の写真）

この事件に対して最も早く反応したのは、その住人の大半が華僑で、中華人民共和国への「返還」を8年後に控えたイギリス領香港である。このような非民主主義的な行為をする中国共産党に対して、抗議デモが起こった。
1989年6月5日には、香港のほぼすべての学校や企業、政府機関が公式に譴責・哀悼を行っている。たとえば学校では、小学校なども含め校長や教師が泣きじゃくりながら声明を読み上げ、学生を率いて黙祷をしている。テレビやラジオ、新聞、雑誌などのメディアもこれを報道している。おそらく中国共産党に打撃を与えるためか、6月5日の早朝に、香港全土にある中国銀行グループの各銀行から、一日のうちに50億香港ドルが引き出されている。また後述のように香港市民に海外移住者が増え、香港企業も海外に本社を移転する動きも出た。
同日に香港の議会が、武力鎮圧に対する譴責を全会一致で採択。その宣言は中国への「返還」後の今でも撤回しておらず有効であり、香港と中国共産党の基本的な政治思想の差を示している。なお、事件を契機に、香港市民支援愛国民主運動連合会（支連会）が結成され、今なお中華圏最大の民主化運動組織として活動しており、1997年に香港がイギリスより中国へ返還後も、同組織によって事件で犠牲になった学生らを悼む集会が、毎年香港島のヴィクトリアパークで開催、2007年6月4日には5万5千人の参加者を集めた。2012年6月4日、約18万人の参加者を集めて歴年の記録を破った。
また、この事件を受けて、香港人のイギリス・カナダ・オーストラリアなどのイギリス連邦諸国や、アメリカ合衆国などへの移住ブームに火がついた。その後、宗主国のイギリスと中華人民共和国の間で結ばれた「返還後50年間は現状維持」という一国二制度により、政治的に安定していた香港を評価して、多くの移民が香港に戻った。
だがこの事件は、1997年以降の香港憲法にあたる、香港基本法の起草委員の多くが委員を辞退したことや、「全国人民代表大会」の香港代表が「六四事件が香港の人々の心を大きく傷つけた」と発言したことなどが象徴するような、現在の香港人の中国共産党に対する不信感の原点とも言われる。この影響で2008年の北京オリンピックの聖火リレーでも中国共産党への抗議活動が起きている。
また事件当日から6日にかけて明報や新晩報などの香港メディアは情報が錯綜したことから、「軍同士の衝突が起きた」、「鄧小平氏の死亡」などの様々な未確認情報を報道した。
なお、香港では、2020年以降、それまで毎年6月4日に行われていた追悼集会が当局の締付けにより開催されず、また、同年9月の新学期以降の高校の必修教科書から、天安門事件など中国共産党にとって都合の悪い項目が削除されることになった。これは一国二制度に基づき、自由と民主主義が根付いている香港の歴史と文化を否定することで、中国共産党の価値観を植え付けて香港の若者が反政府活動に傾く土壌を排除する思惑があるとみられる。

### 中華民国（台湾）の反応
中華民国総統の李登輝は6月4日の夜に、「中国共産党の非人道性は必ず歴史に裁かれる。中国共産党が武力を行使して民主化運動を弾圧したことに抗議するため、私は中華民国政府と人民を代表し、最も悲痛な思いで、自由を愛し、人権を重視する世界中のすべての国と人々に、中国共産党の残虐行為を最も厳しい方法で非難し、中国にいる同胞にあらゆる支援を提供し、中国共産党と完全に決別するよう呼びかけたい」との声明を出した。中華民国国防部は同日、「休息を中断して国防に復帰し、国軍の全将校と兵士は戦争準備と派兵に入ること」を命じた。
中華民国行政院は中国民主化運動を支援するため、中華人民共和国旅券を手放した外国人留学生や学者に対して中華民国旅券を発給し、授業料や生活費を支給するなどの4つの特別措置を発表した。1989年6月7日、中華民国行政院長の李煥、中国国民党秘書長の宋楚瑜、中華民国立法委員の李勝峰、中国人権協会の杭立武らが台北の国立国父紀念館前で追悼の意を表した。
野党民主進歩党の林義雄らが、学生による中国民主化運動を支援し、今年の選挙に向けて党勢を高めるため、300時間のハンガー・ストライキを開始した。
台湾のレコード会社4社（UFOレコード、ロックレコード、コーデン・レコード、ポリグラム）の100人以上の歌手が『歴史的傷口』をレコーディングした。

### 国際社会の反応
民主主義国である西側諸国の政府が次々と、事件における中国共産党による武力弾圧についての声明を発表した。アメリカ、イギリス、フランス、西ドイツを含む各国は、武器を持たぬ市民を手当たり次第に大虐殺した蛮行に対して譴責あるいは抗議を発表し、G7による対中首脳会議の停止、武器輸出の禁止、世界銀行による中国への融資の停止などの外交制裁を実施した。
1989年6月4日の武力制圧後の国内情勢が安定的でないことから、日本をはじめとした西側の外国企業が一時的に中華人民共和国から社員を引き上げる事態に至る。事件後、日本では外務報道官談話や官房長官談話を発表して、この流血事件に対する事態の悪化防止を中華人民共和国政府に求めた。加えて6月20日にODAによる対中経済援助の凍結を発表し、翌1990年から予定される「第3次円借款」並びに「中日友好環境保全センターの建設」など一部の対中ODAを保留とする見直しが行われた。
同年7月の第15回先進国首脳会議（アルシュ・サミット）では、議長国フランスをはじめとした西側諸国が残虐行為を厳しく非難した。日本の宇野宗佑内閣総理大臣は対中円借款を凍結する一方で、外務大臣の三塚博と共に「中国の孤立はさせない」とサミットで主張 して他の西側諸国と距離を置き、サミット前にも対中制裁反対派の中曽根康弘元総理、鈴木善幸元総理、竹下登前総理と会談した。日本が中国孤立化に強く反対した背景には対中貿易を重視している経済界の要請やサミット直後に第15回参議院議員通常選挙が控えているにもかかわらず、当時の宇野内閣は総理の女性スキャンダル発覚で窮地に陥っており、サミットを政権浮揚に利用したい首相官邸の姑息で稚拙な思惑もあったとされる。実際に宇野は対中非難声明の素案に記述されていた「中国における野蛮な鎮圧」に難色を示し、その結果「激しい抑圧」に修正され、「中国当局が孤立化を避け、協力関係への復帰をもたらす条件をつくり出すよう期待する」との一文も加筆されたことが後年（2020年）の外務省外交文書の公開により明らかになっている。総理退任後の1990年5月7日に宇野が訪中した際にも中華人民共和国の江沢民から、このサミットでの対応に感謝されている。
1989年7月21日、アメリカのジョージ・H・W・ブッシュ大統領は鄧小平に送った書簡で「親愛なる鄧小平殿。先日のサミットの先進国首脳会議の共同宣言の草案には中国を過度に非難する文言がありましたが、アメリカと日本が取り除きました。米議会は中国との経済関係を断ち切ることを求めていますが、私は波風を立てないよう全力を尽くします。今は厳しい時期ですが米中は世界の平和と両国の繁栄の為共に前進しましょう」と述べていた。

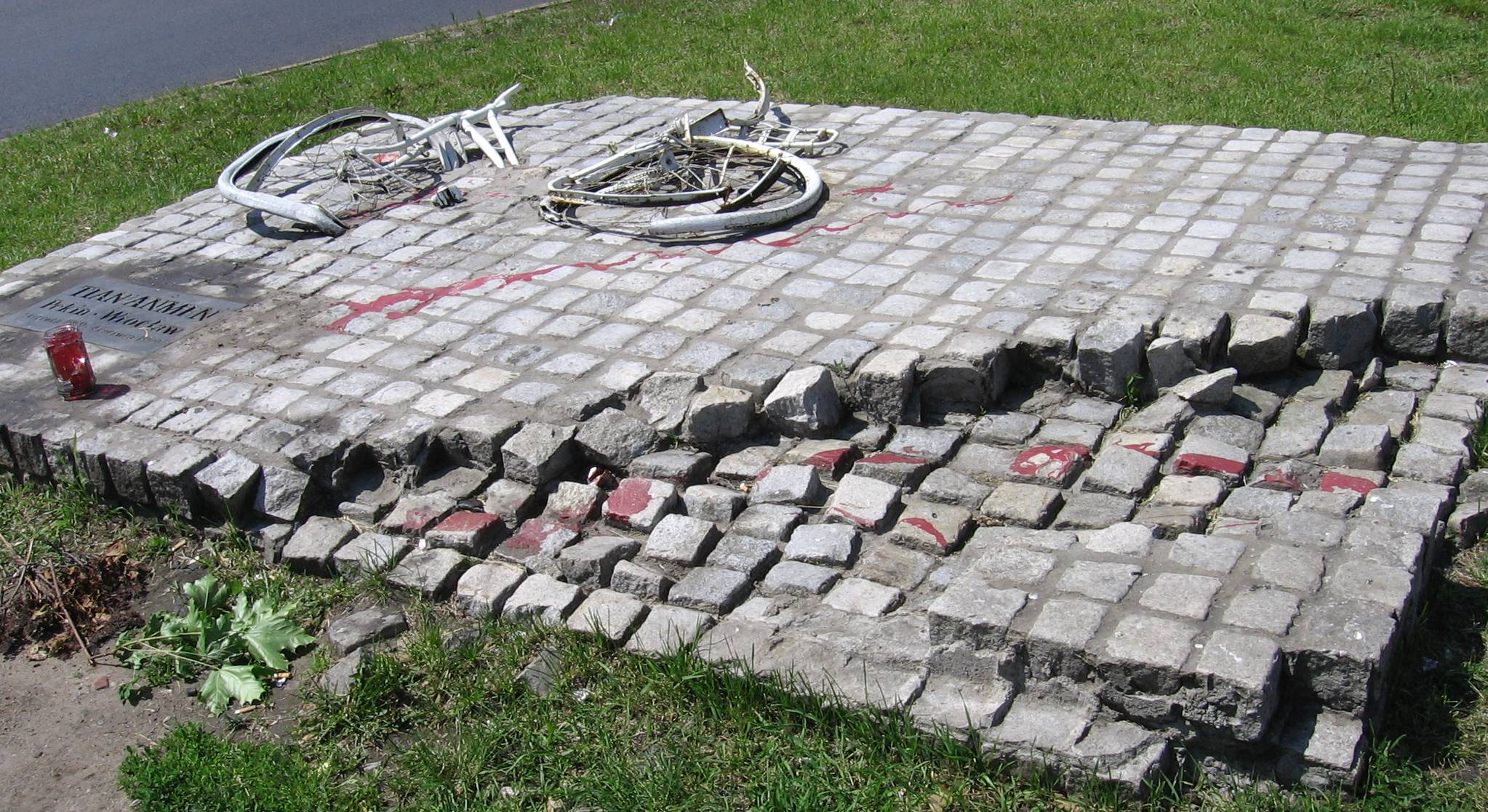
ポーランドのヴロツワフに建立された慰霊碑

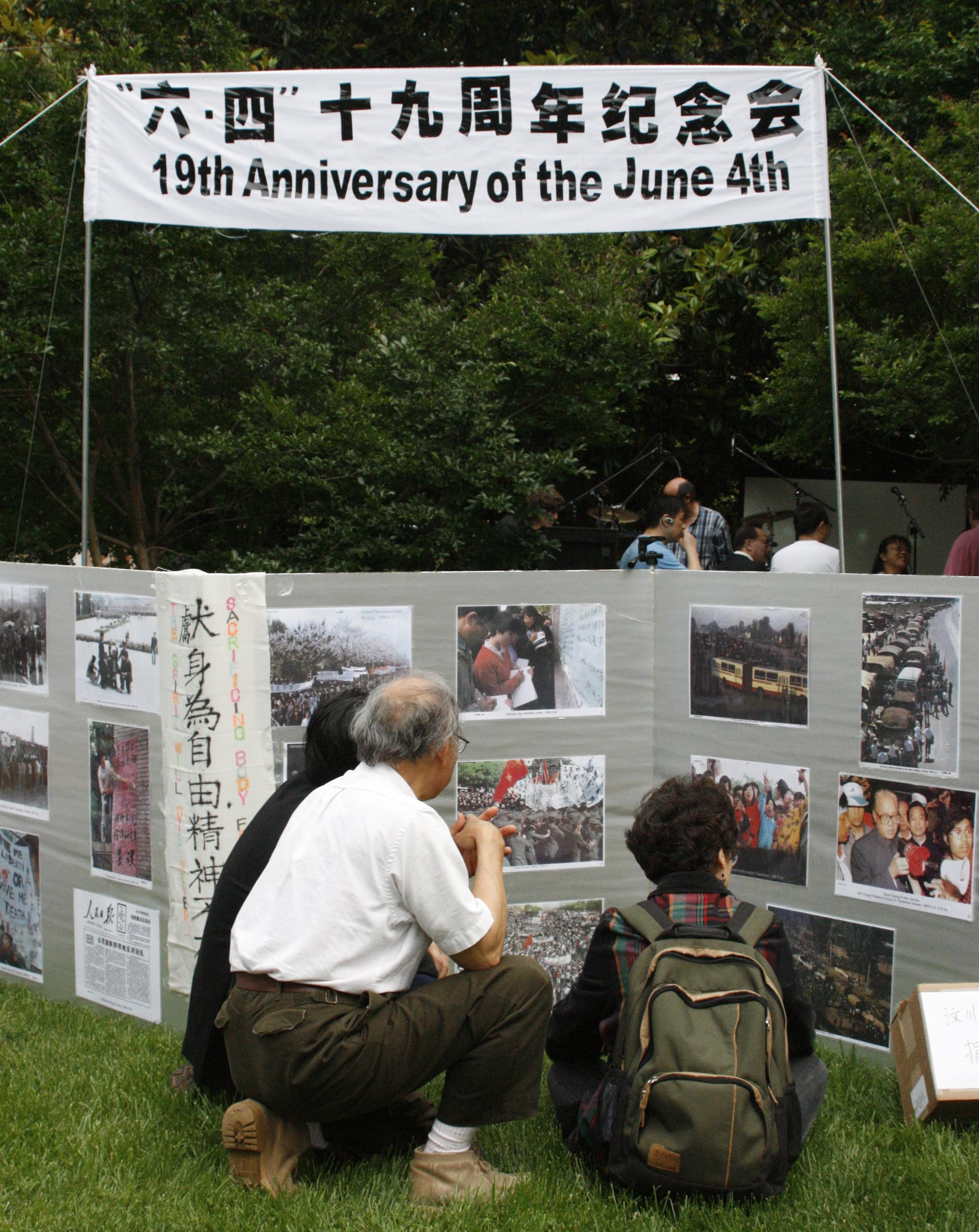
2008年にワシントンD.C.で天安門事件の19周年を記念して行われた写真展

1990年7月の第16回先進国首脳会議では、日本の海部俊樹総理が対中円借款の再開に言及、国内・西側諸国共に多様な議論がある中で、西側の現職政府首脳として事件後初めて同年8月に訪中した。また、1992年8月に中華人民共和国政府の要請を受け、10月に宮沢内閣が「天皇皇后両陛下の中国御訪問」を閣議決定、同月に天皇皇后夫妻が中国を訪問し、西側各国で国際ニュースとなる。
天安門に集まる一般市民を最初は非難していたシンガポールのリー・クアンユーは、武器を持たない一般市民の騒動に対しては最低限の治安目的の対応を期待していたため、「今回の中国共産党の対応に衝撃を受けるとともに悲しみを受けた」とニューヨーク・タイムズ紙のインタビューに応えた。
1997年に江沢民の訪米が実現し、1998年6月には民主党のビル・クリントン大統領が訪中。米国をはじめとする各国も時期をおいて中華人民共和国との外交関係の回復を行っていった。しかし、この事件が中国共産党による一党独裁とその異常性を示す例であるとして、その後の西側諸国を中心とする諸外国における同国の評価を下げる、大きな原因の1つとなった。
2007年6月1日、アメリカ合衆国国務省副報道官のトム・ケーシーが、「民主化運動（六四天安門事件）に参加した」ことを理由に現在も身柄を拘束されている人々を釈放し、併せて事件の再調査を行うように中国共産党政府に要請した。また、2009年6月3日にアメリカのヒラリー・クリントン国務長官は、中国共産党政府に「過去の事件を検証し、死者や行方不明者についての報告を行うように」と要求し、事件の検証や拘束中の人権活動家を釈放するよう求めた。
2019年5月30日、アメリカ国務省のオルタガス報道官は記者会見にて、間もなく30周年を迎える中国の天安門事件について「徹底した虐殺行為だった。罪のない命が失われた痛ましい事実を忘れない。抗議参加者や遺族らへの弾圧がいまだ続いている」と批判した。4日、アメリカのマイク・ポンペオ国務長官も天安門事件を批判したこともあわせて、中国外務省の耿爽報道官は「先生気取りで民主や人権を掲げて他国に内政干渉しているバカな人間のゴミ山の戯言」と猛反発して「中国は発展した。政府の当時の行動は完全に正しかった」と事件を正当化した。
中華人民共和国と同じ東側諸国の東ドイツ、北朝鮮、チェコスロバキア、キューバ、ルーマニアや友好国のパキスタンと多数のアフリカ諸国が中国共産党による武力弾圧を支持した。例外的に、同じ社会主義国でも領土問題などで中国と緊張関係にあったベトナムは事件を報道するも直接コメントしなかった。フィリピンは事件に遺憾の意を表明した。

## 指名手配された21名の中心人物
中華人民共和国政府より指名手配されたものは21人。うち、亡命生活を送っているのは14人いる。
- 王丹 - 名簿第1位
- ウーアルカイシ - 名簿第2位
- 劉剛 - 名簿第3位、逮捕、投獄を経て米国に亡命
- 柴玲
- 周鋒鎖（中国語版）
- 翟偉民（中国語版）
- 梁擎暾（中国語版）
- 王正雲（中国語版）
- 鄭旭光（中国語版）
- 馬少方（中国語版）
- 楊涛
- 王治新（中国語版）
- 封従徳（中国語版、英語版）
- 王超華（中国語版、英語版）
- 王有才（中国語版、英語版）
- 張志清（中国語版）
- 張伯笠（中国語版、英語版）
- 張銘（中国語版）
- 熊煒（中国語版）
- 熊焱（中国語版、英語版）

## 劉暁波のノーベル平和賞受賞
2010年10月8日、劉暁波のノーベル平和賞受賞が発表された。ノルウェー・ノーベル委員会は、劉暁波の受賞理由は「中国における基本的人権のために長年、非暴力的な闘いをしてきた」ことであると発表した。また、劉暁波への授与の決定は「有罪確定時の今年2月には不可避の状況になっていた」こと、「選考は全会一致であった」ことなどであると発表した。劉暁波は、「この受賞は天安門事件で犠牲になった人々の魂に贈られたものだ」と語り、涙を流したとされる。

## 国外への影響
アフリカのリビアで起こった2011年の騒乱では、カダフィ大佐が「天安門広場では、戦車によって人々が蹂躙されて中国の統一が保たれた。国家の統一のためならどんなこともする」と述べ、反体制派に対する虐殺と民主化の弾圧などを正当化した。
それに対し、中華人民共和国外交部は困惑するも「リビアができるだけ早く社会の安定と正常な秩序を回復するよう強く希望する」として、カダフィの発言については批判しなかった。なお、当時の中国は首都トリポリとカダフィ大佐の故郷スルトを結ぶ鉄道の建設などリビアで複数の権益を抱え、内戦を受けて軍艦や輸送機などを派遣して中国人労働者3万人をリビアから退避させており、中国国内ではアラブの春に影響された中国ジャスミン革命も起き、中国政府にはカダフィ政権への武器供与疑惑も追及されていた。
2016年アメリカ合衆国大統領選挙に出馬した共和党のドナルド・トランプ大統領候補が、天安門事件の弾圧を肯定するかのような過去の発言 をCNNのテレビ討論会で追及を受けて天安門事件を「暴動」と表現した際には「まるで中国共産党の指導者」「中国共産党による抑圧に反対する者への侮辱だ」「アメリカの価値観の敵」であるとして王丹、魏京生 やウーアルカイシ ら天安門事件に関係した民主化運動家が抗議を行っている。
南米のベネズエラでは、2017年にベネズエラ国家警備隊の中国製装甲車VN-4の前に立ってニコラス・マドゥロ独裁政権に抗議する女性の映像が全世界に流れた際は天安門事件を想起させるとして話題になって、「無名の反逆者」にあやかって「ラ・ダーマ（あの女性）」と呼ばれた。
日本では1989年の7月に参議院選挙を控えていたため、当時の日本共産党はこの事件においてイメージダウンに繋がった。選挙期間中は他党から演説において、『資本主義か社会主義か、体制選択の勝負はついた』といったネガティブ・キャンペーンが行われ、反共攻撃に利用された。そのため、従来日本共産党を支持した有権者が日本社会党や（社会、公明、民社、連合が推薦する）連合の会に票が流れてしまい、第15回参議院議員通常選挙では改選前8に対して改選後5へと議席数を大幅に減らした。

## 関連作品
- 『北京の長い夜：ドキュメント天安門事件』：1993年出版の書籍。著者：ゴードン・トーマス。
- 『天安門』（The Gate of Heavenly Peace）：1997年5月31日公開の映画作品。
- 『天安門、恋人たち』：2006年公開の映画作品。
- 『時が滲む朝』：2008年。楊逸の小説。芥川賞受賞。
- 『5月35日』：2019年に香港で初演のされた演劇作品。香港舞台演劇賞で5部門を受賞。日本初演は2022年。

## 関連項目

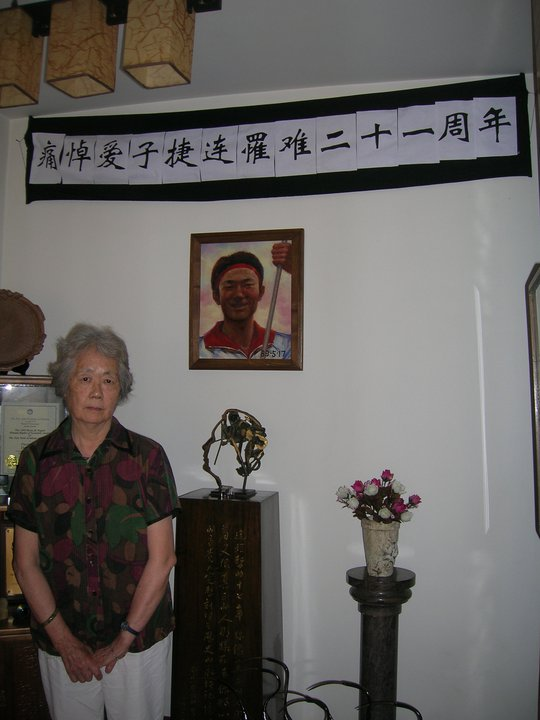
「天安門の母」の創設者の丁子霖。遺影は亡くなった息子の蔣捷連。